# Naeviella paradoxa
Naeviella paradoxa är en svampart som först beskrevs av Rehm, och fick sitt nu gällande namn av Frederic Edward Clements 1909. Enligt Catalogue of Life ingår Naeviella paradoxa i släktet Naeviella, ordningen disksvampar, klassen Leotiomycetes, divisionen sporsäcksvampar och riket svampar, men enligt Dyntaxa är tillhörigheten istället släktet Naeviella, familjen Dermateaceae, ordningen disksvampar, klassen Leotiomycetes, divisionen sporsäcksvampar och riket svampar. Arten är reproducerande i Sverige. Inga underarter finns listade i Catalogue of Life.